# MightySat 1
MightySat 1 fue un satélite artificial de la USAF lanzado desde el transbordador espacial Endeavour el 15 de diciembre de 1998 durante el duodécimo día de la misión STS-88, reentrando en la atmósfera el 21 de noviembre de 1999.
La misión de Mightysat 1 consistió en probar nuevas tecnologías en el espacio. Portaba cinco experimentos tecnológicos:
- Advanced Composite Structure: sirvió como estructura para el satélite. Los datos sobre la estructura se recogieron realmente en pruebas en tierra, antes del lanzamiento.
- Advanced Solar Cell Experiment: tenía como finalidad probar el rendimiento de células solares de doble unión compuestas de capas de fosfuro de indio y galio sobre una capa de arseniuro de galio.
- Microsystem and Packaging for Low Power Electronics (MAPLE): tenía la finalidad de demostrar técnicas de empaquetamiento avanzado de electrónica y microelectrónica y el comportamiento de estas en el entorno espacial.
- Shape-Memory Actuated Release Device (SMARD): experimento de demostración del funcionamiento de una nueva clase de dispositivos de liberación de bajo impacto, utilizados para separar satélites de los adaptadores de los vehículos de lanzamiento o para desplegar antenas, paneles solares y tapas de sensores.
- Micro-Particle Impact Detector (MPID): se trataba de un detector de impactos, tanto producidos por basura espacial como por micrometeoritos.